# Замчисько (Куявсько-Поморське воєводство)
Замчисько (пол. Zamczysko) — село в Польщі, у гміні Осельсько Бидґозького повіту Куявсько-Поморського воєводства.
У 1975-1998 роках село належало до Бидгощського воєводства.